# Орден Сухе-Батора
Орден Сухе-Батора (монг. Сүхбаатарын Одон) - вища державна нагорода Монголії.
Орден було засновано 16 травня 1941 на честь керівника монгольського визвольного руху та Народної революції 1921 Дамдіни Сухе-Батора, як аналог радянського ордена Леніна.

## Статут
Орденом Сухе-Батора нагороджуються як окремі особи, так і цілі колективи - установи, підприємства, військові частини. Нагорода вручається за особливо видатні заслуги у справі зміцнення незалежності країни, в економічному і культурному будівництві, а також за проявлені самовідданість, мужність і відвагу. Нагородження виробляє Малий хурал Монгольської Народної Республіки, і разом з орденом нагородженим вручається орденська книжка, в яку вклеюється фотографія нагородженого, записуються його ім'я та прізвище, номер ордена і вказується та заслуга, за яку людина удостоєний цього високого відзнаки.
Орден Сухе-Батора носиться на лівій стороні грудей. Якщо нагороджений має інші ордени та нагороди Монголії, то останні розташовуються на грудях слідом за ним.
Орден Сухе-Батора вручається тим громадянам Монголії, які за видатні подвиги були удостоєні почесного звання «Герой Монгольської Народної Республіки».

## Опис знака
Орденський знак являє собою опуклу поліровану золоту п'ятикутну зірку, між кінцями якій розташовані срібні плоскі загострені промені різної величини, вкриті синьою емаллю. У центрі орденської зірки вміщено платинове погрудноє рельєфне зображення Сухе-Батора на тлі кола, покритого сірої емаллю і оточеного золотим вінком. Над портретом майорить розгорнуте вправо червоне емалеве революційний прапор з пишними китицями і написом «СҮХБААТАР», а під ним зображена червона емалева зірка.
Зворотний бік ордена гладка, злегка увігнута. У центрі її пріпаян нарізний штифт з гайкою для кріплення ордена до одягу. Орденської знак виготовляється з трьох окремих частин, які потім з'єднуються між собою штифтиками.